# Хер Манелиг
Herr Mannelig (или Bergatrollets frieri) е средновековна шведска балада, разказваща историята на планинска тролица (bergatroll), която предлага на рицаря Манелиг (Herr Mannelig) да се ожени за нея. Тя се опитва да го убеди чрез богатата зестра, която той ще получи, но той ѝ отказва с довода, че тя не е човек, а създание на Сатаната.
Баладата е издадена за първи път през 1877 като фолклорна песен от региона Сьодерманланд (записана в енорията Лунда, Нюшьопинг). Съществуват още варианти, в които мъжът се нарича Магнус (Herr Magnus och Hafstrollet, Hertig Magnus och Hasfrun). Hertig Magnus och sjöjungfrun (Херцог Магнус и русалката) е оперета от 1862 от Ивар Халстрьом (либрето от Франс Хедберг).
Текстът на баладата, публикуван през 1877, е в седем стиха с припев на тролицата (Herr Mannelig trolofven i mig?). Песента се изпълнява от много групи, най-известните от които са: In Extremo, Garmarna, Haggard, Hedningarna, Psalteria, Seth & Satarial, Wolfenmond, Chur, Galtagaldr, Litvintroll.

## Текст
| шведски Bittida en morgon innan solen upprann Innan foglarna började sjunga Bergatrollet friade till fager ungersven Hon hade en falskeliger tunga (Припев:) Herr Mannelig herr Mannelig trolofven i mig För det jag bjuder så gerna I kunnen väl svara endast ja eller nej Om i viljen eller ej: Eder vill jag gifva de gångare tolf Som gå uti rosendelunde Aldrig har det varit någon sadel uppå dem Ej heller betsel uti munnen Eder vill jag gifva de qvarnarna tolf Som stå mellan Tillö och Ternö Stenarna de äro af rödaste gull Och hjulen silfverbeslagna Eder vill jag gifva ett förgyllande svärd Som klingar utaf femton guldringar Och strida huru I strida vill Stridsplatsen skolen i väl vinna Eder vill jag gifva en skjorta så ny Den bästa I lysten att slita Inte är hon sömnad av nål eller trå Men virkat av silket det hvita Sådana gåfvor toge jag väl emot Om du vore en kristelig qvinna Men nu så är du det värsta bergatroll Af Neckens och djävulens stämma Bergatrollet ut på dörren sprang Hon rister och jämrar sig svåra Hade jag fått den fager ungersven Så hade jag mistat min plåga Herr Mannelig herr Mannelig trolofven i mig För det jag bjuder så gerna I kunnen väl svara endast ja eller nej Om i viljen eller ej | български Една ранна утрин, преди слънце да прогледне, и птиците да запеят, девица-трол пред рицаря се появи, с нежен глас и език измамен, устата ѝ запя, и женитба предложи му тя: (Припев:) – Херр Маннелиг, Херр Маннелиг, ожени се за мен, ще те даря със зестра голяма. Отговори ми, искаш ли ме или не, кажи ми, да или не? – Дузина жребци ще ти дам, пасли в сенчести гори, бързи като вятър, никога неоседлавани, още необяздени. – Дузина мелници ще ти дам, между Тильо и Терньо се намират те. С воденични камъни от червен месинг, с крила от чисто сребро. – С меч съкровен ще те даря, със магични златни руни изрисуван с петнадесет златни пръстена украсен, с него на бойното поле във всяка битка, във всяка сеч ще победиш. Славен герой ще бъдеш. – Ще те даря с нова одежда, няма по-красива от нея на света. Не с игла шита, небродирана с конец, а от бяла свила изтъкана. – С радост бих приел дарове такива, ако християнка беше ти. Но ти си зъл планински трол, дяволска дъщеря. Моят отговор за теб ще бъде проклятие... Плачейки побягна тролицата планинска, ридаеше силно и горко занарежда: – Защо ти горди рицарю отхвърли моята любов, ако можех да стана твоя жена, щях от прокобата и мъките си да се избавя аз сега... – Херр Маннелиг, Херр Маннелиг, ожени се за мен, ще те даря със зестра голяма. Може да отговориш само с да или не, ще го направиш или не? |